# Нові Білокоровичі (зупинний пункт)
Нові́ Білокоро́вичі — пасажирський залізничний зупинний пункт Коростенської дирекції Південно-Західної залізниці розташований на одноколійній неелектрифікованій лінії Коростень — Олевськ.
Розташований у селі Білокоровичі Олевського району Житомирської області між станціями Білокоровичі (2 км) та Діброва-Олевська (6 км).
На зупинному пункті зупиняються приміські поїзди.